# Staré Verneřice
Staré Verneřice (německy Alt Wernsdorf) jsou zaniklá vesnice v okrese Teplice. Stávala v katastrálním území Verneřice u Hrobu o rozloze 2,61 km² asi 1,5 kilometru jihovýchodně od Hrobu. Ve stejném katastrálním území stojí Verneřice, část města Hrobu.

## Název

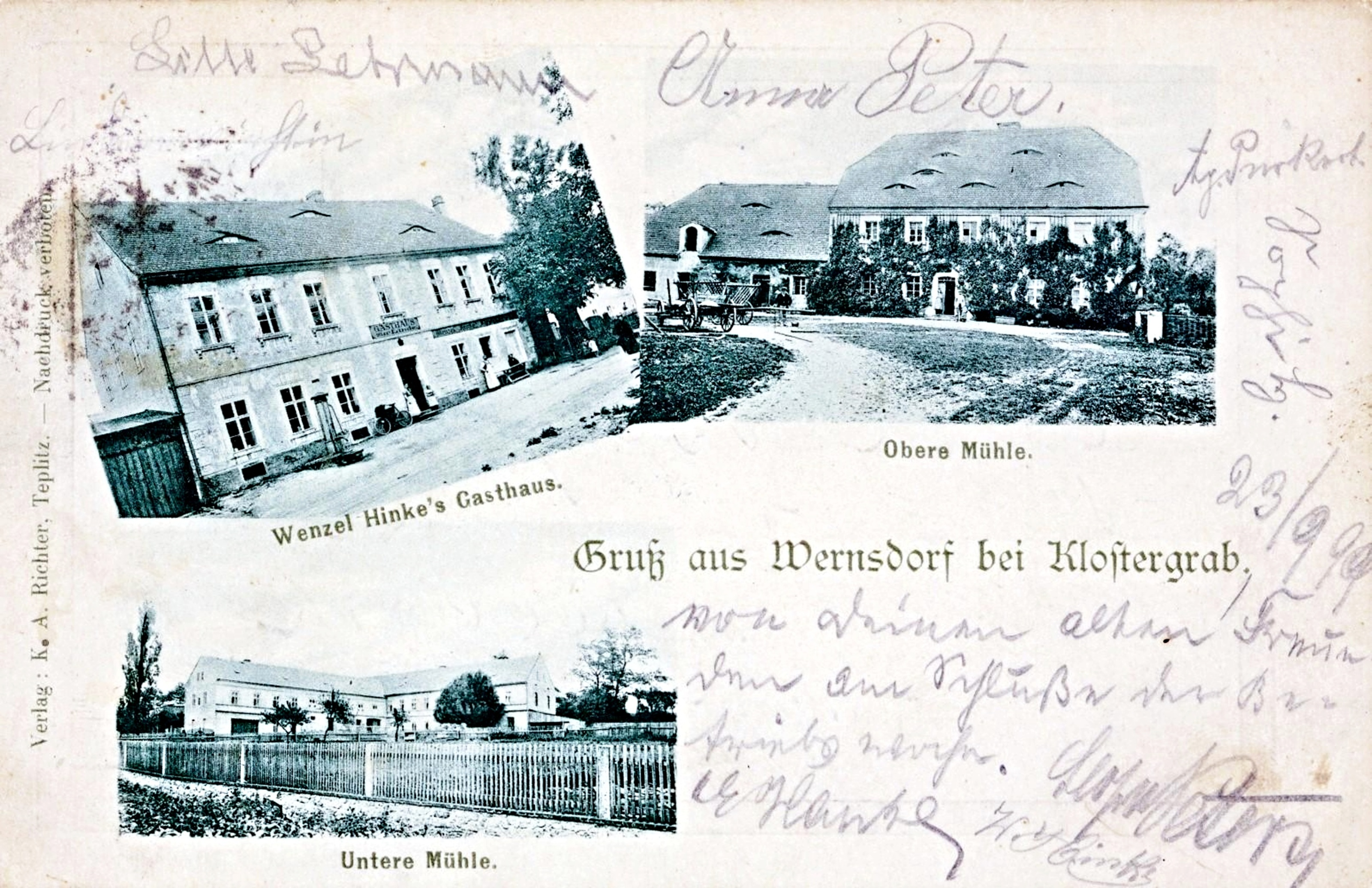
Hostinec a horní a dolní mlýn na pohlednici z roku 1899

Název vesnice je odvozen z osobního jména ve významu Wernherova ves. V historických pramenech se jméno objevuje ve tvarech: Wernhersdorf (1282, 1341), na Wensdorfu (1611) a Wernsdorf (1787).

## Historie
První písemná zmínka o vesnici pochází z roku 1282.

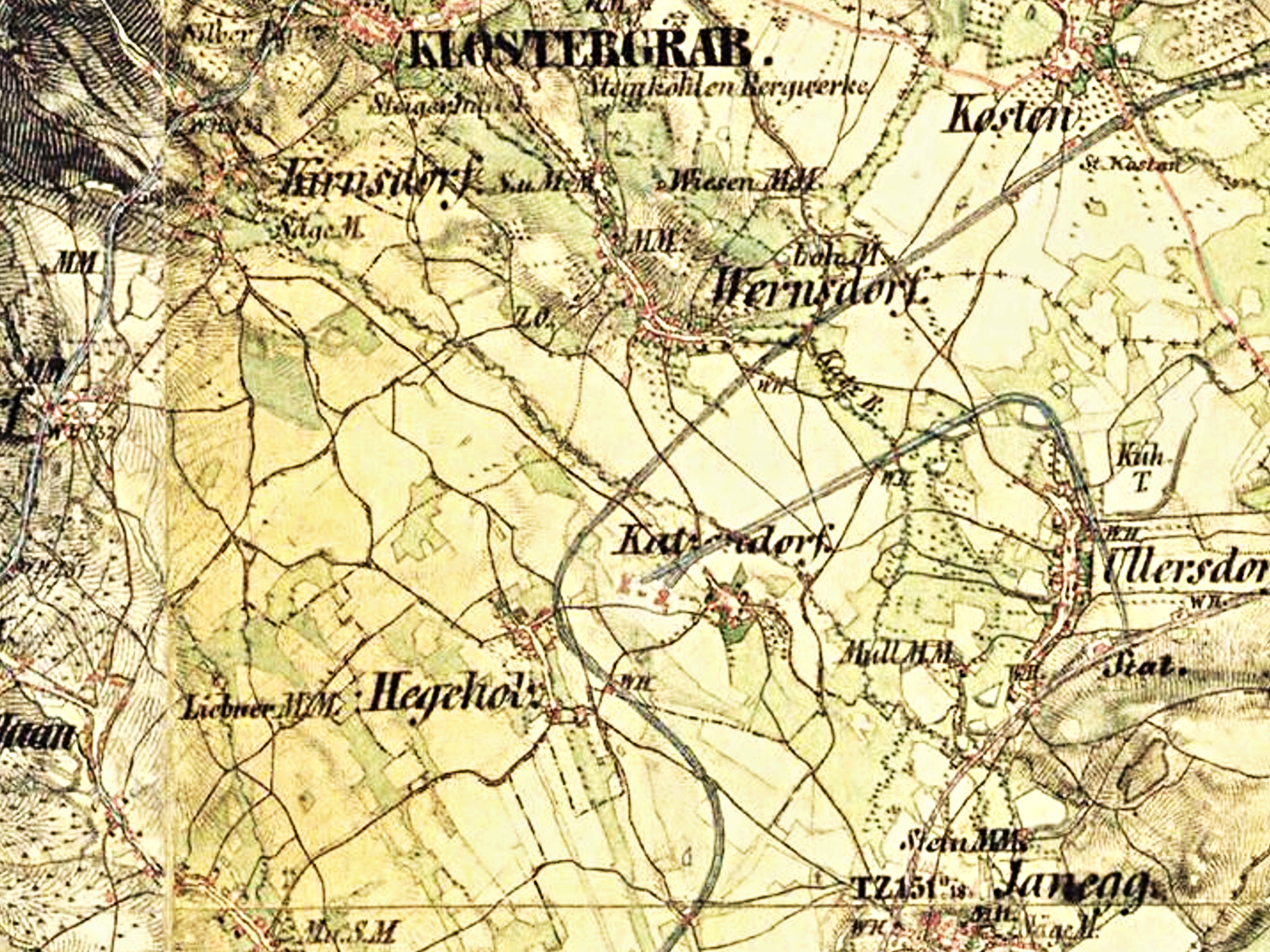
Staré Verneřice a další zaniklé obce na mapě z první poloviny 19. století

Vesnice zanikla v letech 1950–1960 z důvodu těžby hnědého uhlí. Severně od pozůstatků vsi se nachází zatopený lom Otakar a na východě vodní nádrž Barbora v prostoru stejnojmenného dolu.